# Réserve naturelle de la Foresta Umbra
La réserve naturelle de la Foresta Umbra est une zone naturelle protégée située dans le parc national du Gargano, dans les Pouilles. 
Elle s'étend dans la zone centre-orientale du Gargano, à environ 800 mètres d'altitude. Le nom « umbra » dérive du latin : sombre, ombragé. Depuis le 7 juillet 2017, ses anciennes forêts de hêtres sont inscrites au patrimoine de l'UNESCO.

## Territoire
La forêt Umbra occupe une superficie d'environ 15 000 hectares sur les communes de Monte Sant'Angelo, Vieste, Vico del Gargano, Carpino et Peschici. 
Elle comprend des zones protégées depuis 1977 
en tant que réserves naturelles biogénétiques :
- Foresta Umbra, (de 399 ha)[4]
- Riserva naturale Falascone (it), (de 48 ha)[5]), caractérisées par une forêt mixte de hêtres.

en tant que réserve intégrale :
- Riserva naturale Sfilzi (it), de (56 ha)[6], zone de transition entre hêtraie et forêt de chênes, créée en 1971 pour protéger l'unique source de montagne du Gargano.

La forêt a été divisée en quatre zones plus ou moins concentriques : 
- zone A : zone de reproduction des espèces animales sauvages. C'est le cœur caché de la forêt et l'accès au public est interdit.
- zone B : comprend la partie la plus intacte de la forêt Umbra où il est strictement interdit de produire des bruits forts, d'élever la voix ou de se comporter d'une manière qui puisse être perçue par la population animale .
- zone C : l'entrée des véhicules à moteur est interdite dans cette zone, bien que la circulation des personnes soit libre.
- zone D : est celle avec la plus grande tolérance d'un point de vue environnemental, car c'est la superficie des communes incluses dans la forêt.

## Flore

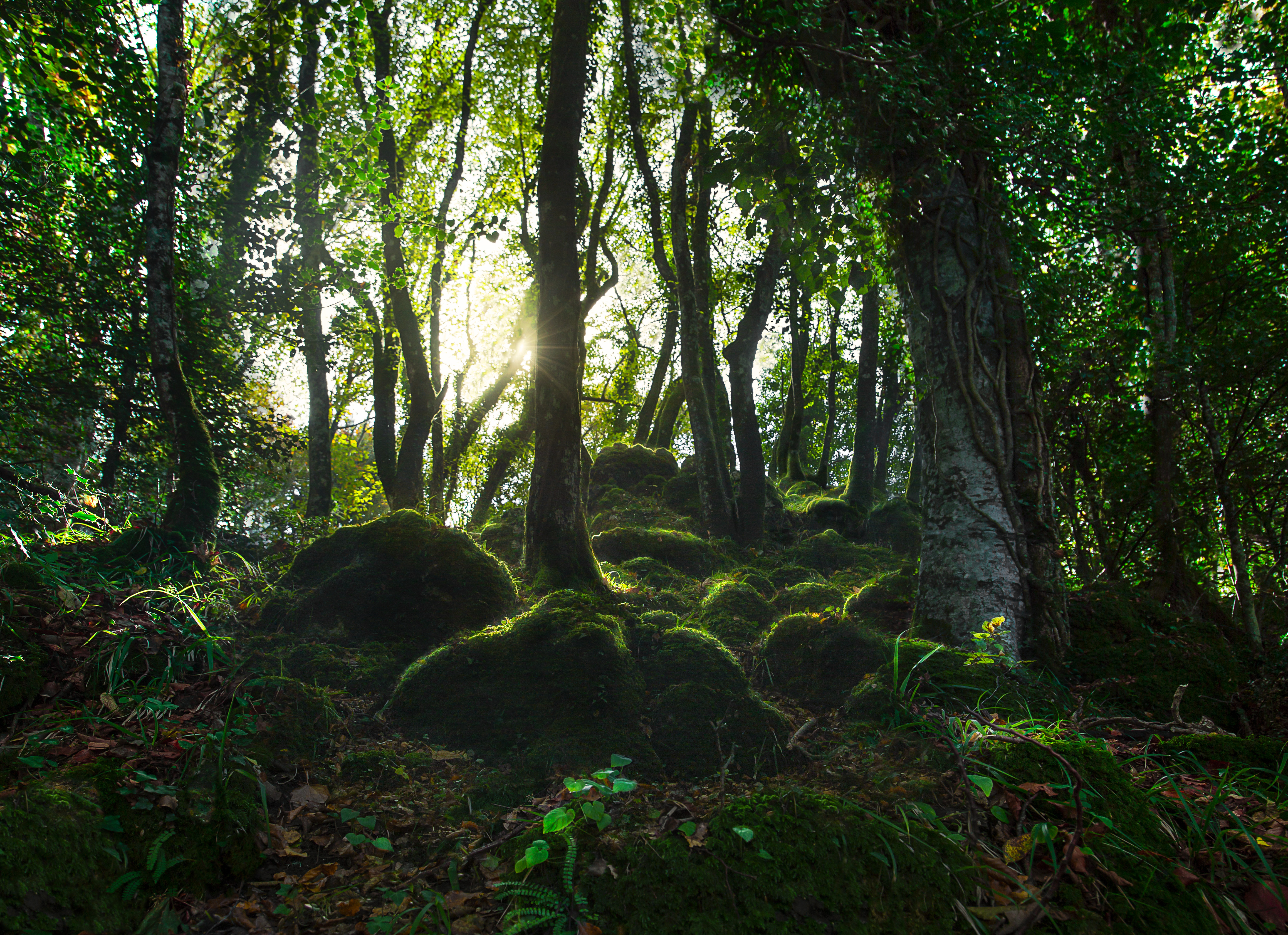
Végétation en novembre 2020.

## Activités
Dans la forêt de l'Umbra, il est possible de pratiquer un grand nombre d'activités, notamment le trekking, le VTT et l'E-Bike.
À Foresta Umbra, il existe 15 sentiers de difficulté variable, adaptés à différents types de visiteurs.

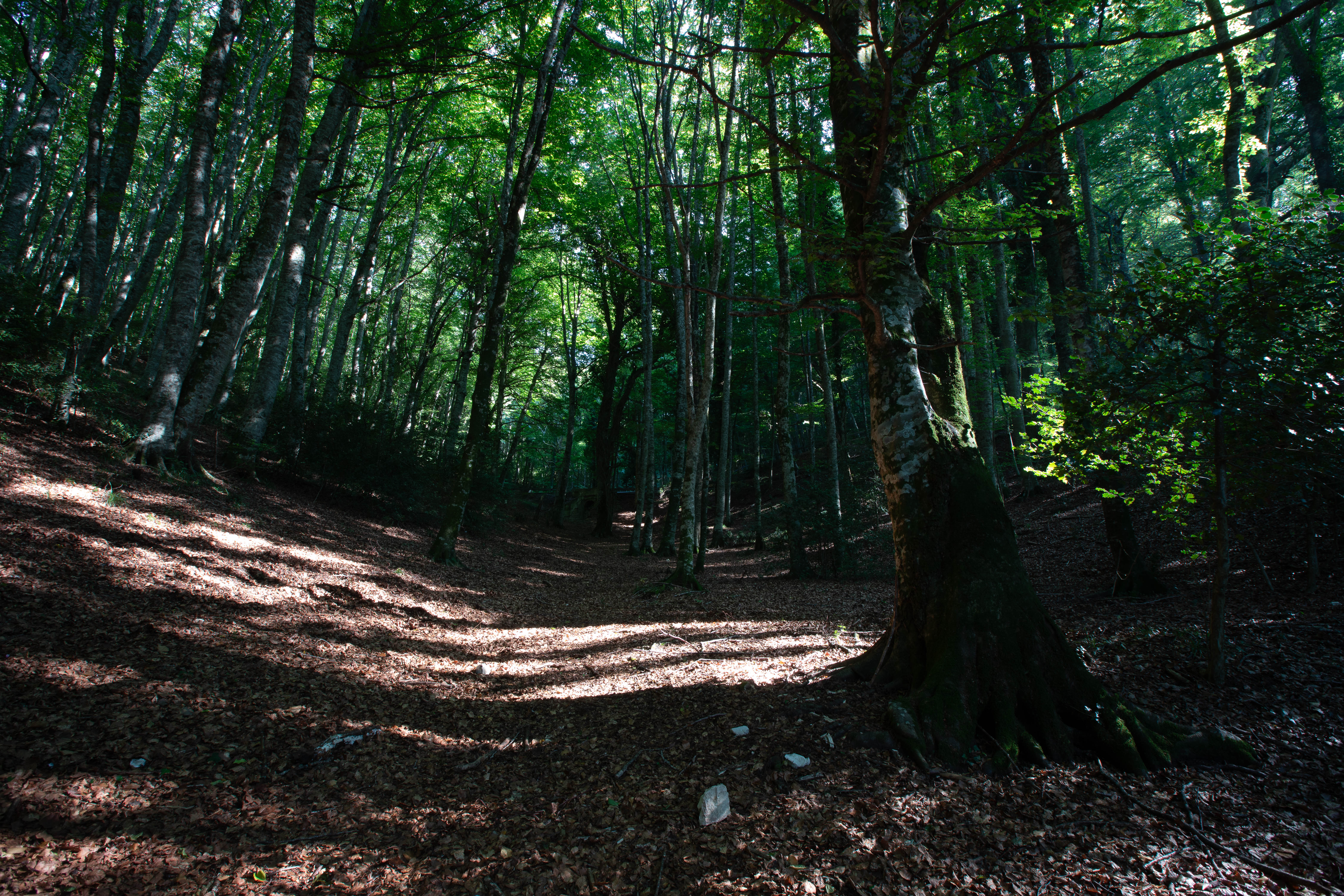
La forêt en août, un des sentiers.